# Portrait d'Íñigo Melchor Fernandez de Velasco
Le Gentilhomme sévillan
Le portrait d'Íñigo Melchor Fernandez de Velasco également connu sous le nom Le Gentilhomme sévillan, en raison d'une affaire judiciaire qui défraya la chronique dans les années 1980, est un tableau peint par l'artiste espagnol Bartolomé Esteban Murillo en 1659. Il se trouve conservé au musée du Louvre, à Paris, depuis 1985.

## Description
Il s'agit du portrait en pied, peint par Bartolomé Esteban Murillo, d'un noble espagnol, Íñigo Fernández de Velasco, entre 1658 et 1659, alors qu'il était connétable de Castille, mais avant qu'il soit nommé gouverneur des Pays-Bas espagnols en 1668.
Le personnage se présente de face avec son épée. Il tient un gant dans sa main droite et son chapeau dans la main gauche. L'arrière-plan représente l'entrée d'un édifice avec une colonne entourée d'une draperie et un paysage très neutre et sans aucune particularité. Le tableau mesure 208 cm de haut sur 138 cm de large. Cette œuvre est une propriété de l'État français, exposée au musée du Louvre, département des Peintures (RF 1985-27).

## Histoire

### Origine de l'œuvre
Selon la fiche de l'œuvre publiée par le musée du Louvre, les différents propriétaires reconnus sont : Jane St. Maur Blanche Stanhope, marquise Conyngham (1833-1907) puis Adrian Lesser, marchand d’art à Londres ; Percy Moore Turner [1877-1950], marchand d’art à Londres et à Paris ; Julius Böhler, marchand d’art à Munich, 1913 ; François Kleinberger, marchand d’art, Paris, 1914 ; Jacques-Louis-René Barou de la Lombardière de Canson (1958), descendant du célèbre papetier Canson, 1928, transmis par héritage à sa fille, Suzanne de Canson (1910-1986) en 1958.

### L'affaire Canson
En septembre 1986, la mort de Suzanne Barou de la Lombardière de Canson, une des héritières de la famille Canson et propriétaire du tableau, survenue dans des circonstances assez particulières, déclenche l'affaire Canson.
Suzanne Canson décède dans une villa de La Garde (Var), dans des circonstances telles qu'une enquête devra déterminer les causes exactes de sa mort, liée à de mauvais traitements. Séquestrée et maltraitée depuis janvier 1986 par Joëlle Pesnel, une artiste-peintre et ancienne tenancière de bar de nuit à Toulon, le Kandice Bar, Suzanne Canson signe peu de temps avant sa mort un testament désignant cette femme comme sa légataire universelle. La sœur de Suzanne, Jeanne Deschamps, porte plainte l'année suivante. L'enquête révèle une escroquerie avec captation de son héritage et vente frauduleuse au Louvre d'un de ses tableaux, dénommé alors par la presse Le Gentilhomme sévillan, transaction assez complexe dans laquelle intervient l'avocat Paul Lombard, mais pour laquelle celui-ci bénéficiera d'un non-lieu,,,.
L'acquisition du tableau par le musée du Louvre, lors d'une négociation avec Joëlle Pesnel, a valu à Pierre Rosenberg, alors directeur du département des peintures du Louvre, une inculpation de recel en 1988. Celui-ci a cependant bénéficié d'un non-lieu prononcé le 4 juillet 1990 sans que la famille de Suzanne Canson fasse appel en vertu d'un « arrangement ». Selon un communiqué de presse, un accord entre la famille et la Direction des Musées de France aurait été présenté au Musée en ces termes par la famille : « Les héritiers renonçaient à leurs poursuites tandis que le Louvre s'engageait à restituer le tableau contre remboursement du prix d'acquisition, soit un peu plus de cinq millions de francs. Il était spécifié que la restitution se ferait le jour où la culpabilité de Joëlle Pesnel et la qualité d'héritière de Jeanne Deschamps seraient établies. »
Selon un article publié en 2003 dans le journal Libération, la famille n'a jamais été indemnisée et le musée du Louvre parvient à conserver l'œuvre après en avoir fait l'acquisition pour la somme de 760 000 euros, montant qui aurait été négocié en dessous de sa vraie valeur. Cependant, la bonne foi de la direction du musée n'a jamais été mise en cause par la justice française.